# Ariadna caerulea
Espèce
Ariadna caerulea est une espèce d'araignées aranéomorphes de la famille des Segestriidae.

## Distribution
Cette espèce se rencontre en Colombie et en Équateur.

## Description
Le mâle décrit par Giroti et Brescovit en 2018 mesure 8,2 mm et la femelle 10,64 mm, les mâles mesurent de 3,84 à 8,2 mm et les femelles de 7,8 à 11,7 mm.

## Publication originale
- Keyserling, 1877 Amerikanische Spinnenarten aus den Familien der Pholcoidae, Scytodoidae und Dysderoidae. Verhandlungen der kaiserlich-königlichen zoologisch-botanischen Gesellschaft in Wien, vol. 27, p. 205-234 (texte intégral).